# Uriël Birnbaum

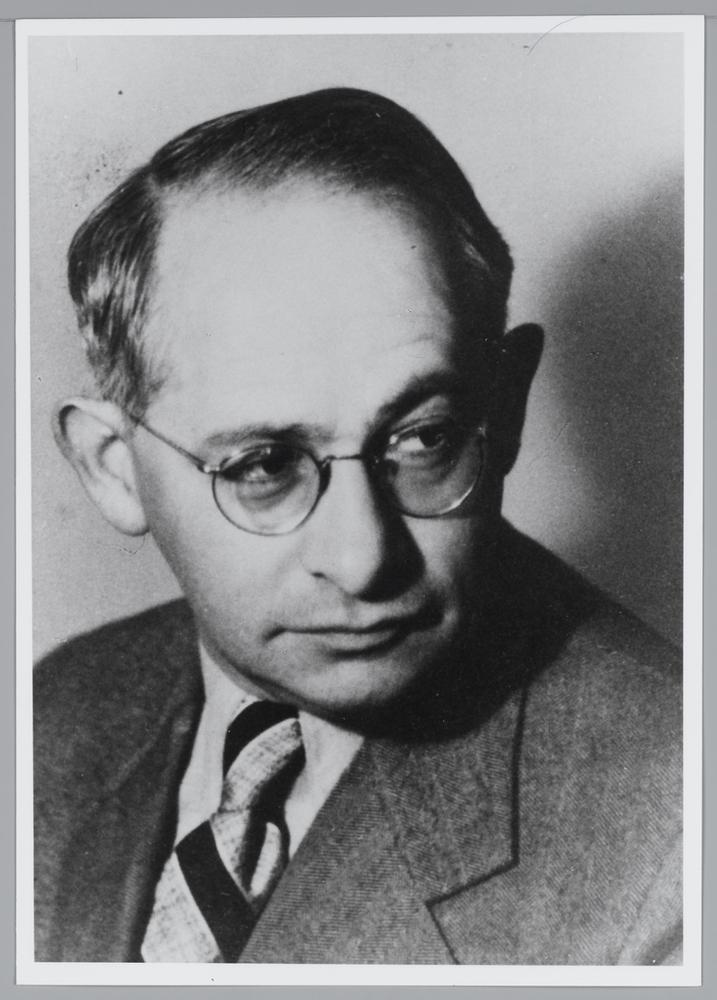
Uriel Birnbaum (1947)

Uriël Birnbaum (Wenen, 13 november 1894 – Amersfoort, 9 december 1956) was een Oostenrijks dichter en beeldend kunstenaar van joodse afkomst. Over zijn ervaringen uit de Eerste Wereldoorlog schreef hij een aantal dichtbundels. 

## Biografie
Uriël Birnbaum werd geboren als jongste zoon van de schrijver en filosoof Nathan Birnbaum (1864-1937). Van 1911 tot 1914 woonde hij in Berlijn. Tijdens dit verblijf ontplooide hij zich daar als dichter en grafisch kunstenaar waarbij hij zich keerde tegen materialistische en modernistische opvattingen. Hij schreef verhalen en gedichten en maakte een groot aantal grafische albums, waarin symboliek en thema's als geloof, oorlog en architectuur een belangrijke rol spelen. Hij illustreerde tal van boeken, waaronder werk van Edgar Allan Poe, Lewis Carroll's Alice's Adventures in Wonderland en zijn eigen Weltuntergang (1921). Ook ontwierp hij exlibris. 
In 1939 vluchtte Uriël Birnbaum voor het nationaalsocialisme. Dankzij inspanningen van zijn broer Menachem Birnbaum, die met zijn eigen gezin en zijn ouders reeds in 1933 naar Nederland gekomen was, kreeg Birnbaum met vrouw en dochter toch nog in 1939 een verblijfsvergunning. De broers werkten vaak samen bij het creëren van expressionistische boeken. In 1934 was er werk van Uriël Birnbaum te zien geweest in de tentoonstelling 'Het geïllustreerde Joodse Boek' in het Stedelijk Museum in Amsterdam. 
Na zijn komst naar Nederland vond in mei 1939 zijn eerste grote tentoonstelling in de Haagse galerie D'Audretsch plaats. Na de evacuatie van Den Haag vond Birnbaum onderdak bij vrienden in Amersfoort. Hij overleefde de oorlog met zijn gezin. Zijn broer Menachem en diens gezin werden verraden en naar Auschwitz gedeporteerd. Ondanks zijn slechte gezondheid bleef Uriël Birnbaum na de oorlog nog werken. In 1956 stierf hij in Amersfoort als een vergeten kunstenaar.
In 1959 werd de Birnbaumgasse in Wenen naar hem vernoemd.
De Nederlandse vertaling van zijn werk Die Errettung der Welt - Eine utopische Novelle verscheen in 1971 met een voorwoord van Friedrich Weinreb en een naschrift van Wim Zaal.

## Werk van Uriël Birnbaum
- In Gottes Krieg, 1921
- Weltuntergang, 1921
- Das Buch Jona, 1924
- Moses, 1924
- Der Seelenspiegel, 1924
- Der Kaiser und der Architekt, 1924
- Gedichte, eine Auswahl (na zijn overlijden), 1957
- Die Errettung der Welt. Eine utopische Novelle (1969)  /  De redding van de wereld (1971)

- Bibliothèque nationale de France: cb13747428s (data)
- Biografisch Portaal: 18825156
- Gemeinsame Normdatei: 119093588
- International Standard Name Identifier: 0000 0000 6655 3565
- Library of Congress Control Number: n91092730
- Nationale Bibliotheek van Tsjechië: zmp2016919153
- Nationale bibliotheek van Australië: 35884240
- Nationale Bibliotheek van Israël: 987007272080405171
- Nationale Bibliotheek van Polen: a0000001140569
- Nederlandse Thesaurus van Auteursnamen: 068618093
- RKD-Nederlands Instituut voor Kunstgeschiedenis: 8575
- Istituto Centrale per il Catalogo Unico: IEIV227767
- SNAC: w6j25f50
- Système universitaire de documentation: 085844470
- Trove: 1130418
- Union List of Artist Names: 500034773
- Virtual International Authority File: 76494424
- WorldCat: E39PBJhht9XfhRBfFKxHHK3RKd